# Pseudeuchromia curzola
Pseudeuchromia curzola là một loài bướm đêm trong họ Geometridae.